# Tunnel des Karawanken
Le tunnel des Karawanken (en allemand : Karawankentunnel ; en slovène : predor Karavanke) est un tunnel autoroutier de presque 8 kilomètres de long, partiellement localisé en Autriche et en Slovénie. Le tunnel relie ainsi les deux pays en étant un nœud de liaison important entre l'Europe centrale et l'Europe du Sud-Est.

## Histoire
La construction débuta en 1987 et le tunnel fut ouvert en juin 1991. Traversant le massif des Karavanke, il relie l'autoroute autrichienne A11 à l'autoroute slovène A2. Il relie ainsi Salzbourg et Klagenfurt en Autriche à Ljubljana en Slovénie. Il permet ainsi de relier la moitié nord de l'Europe (Allemagne, Benelux, Scandinavie, Pologne...) à l'Europe du Sud (l'Italie nord-orientale, Slovénie, Croatie, Serbie ou Bulgarie...).

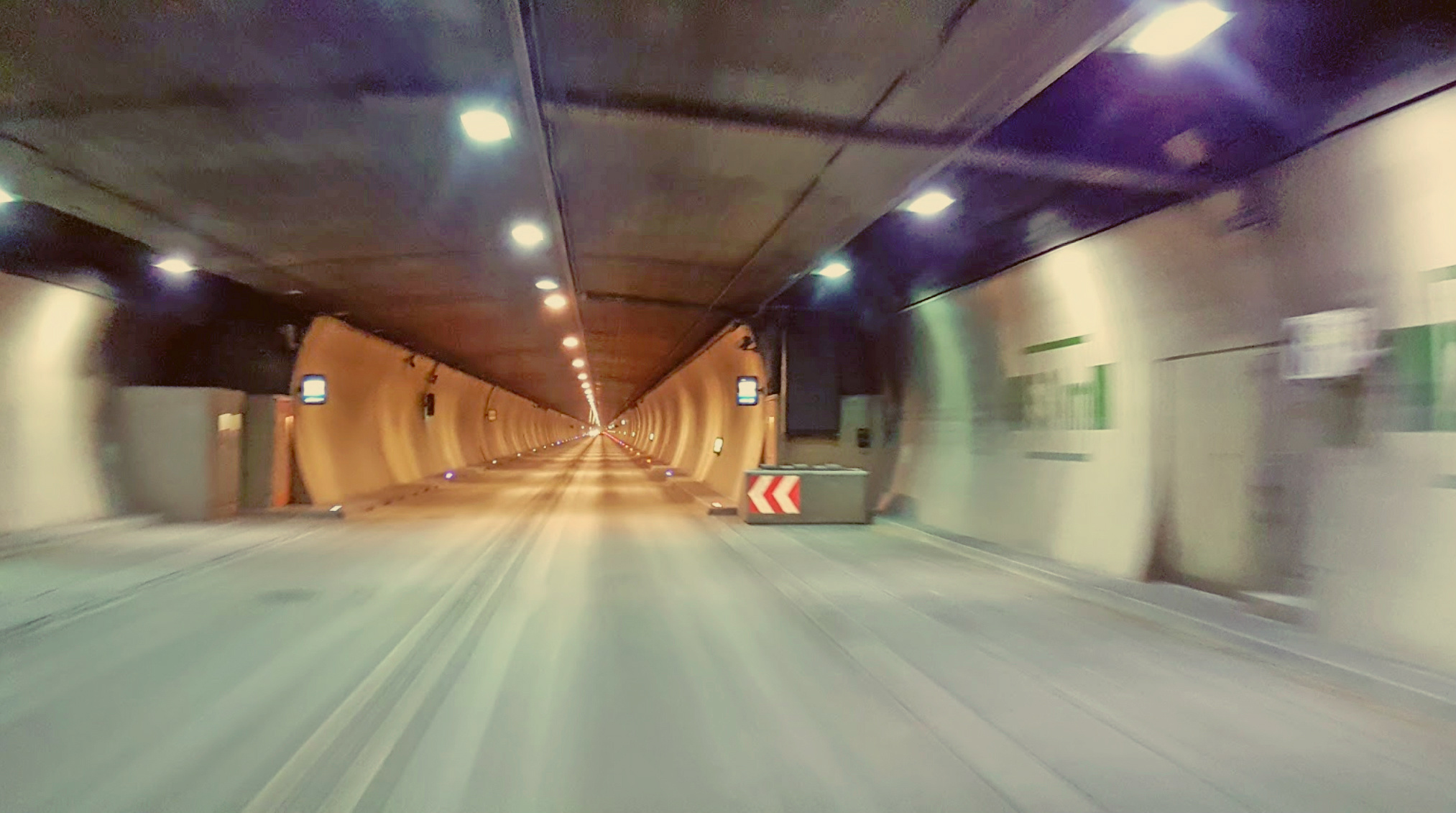
Intérieur du tunnel.

Imaginé comme un double tube de deux voies, il ne fut d'abord réalisé qu'en simple tube avec une voie dans chaque direction à la suite d'un trafic plus faible que prévu. Peu après son ouverture, à la fin juin 1991, le tunnel fut brièvement fermé lors de la guerre des Dix Jours. Le poste frontière slovène fut sérieusement endommagé lors des différents combats. L'entrée de la Slovénie dans l'espace Schengen apporta la fin des contrôles à la frontière en décembre 2007. Pour répondre à la densité du trafic, des travaux ont lieu depuis 2018 sur un second tube.
Le tunnel des Karawanken est également le nom donné à un tunnel ferroviaire de 7 976 mètres. Il s'agit du quatrième plus grand tunnel de ce type en Autriche.